# 서유기 (2010년 드라마)
《서유기》(중국어 간체자: 西游记, 정체자: 西遊記, 병음: Xī yóu jì 시유지[*])는 중국의 텔레비전 드라마.

## 등장 인물
- 천쓰한(陳司翰) : 당삼장 역
- 비진상(费振翔) : 손오공 역
- 사녕 (謝寧): 저팔계 역
- 모펑빈(牟鳳彬) : 사오정 역
- 한쉐(韓雪) : 백골정 역